# Geschwister-Scholl-Gymnasium Fürstenwalde
Das Geschwister-Scholl-Gymnasium (ehemals: Kreisliches Gymnasium Fürstenwalde) in Fürstenwalde/Spree ist ein kreisliches Gymnasium mit zwei Schulstandorten. Benannt ist die Schule nach den Widerstandskämpfern Hans Scholl und Sophie Scholl.

## Geschichte
Am 17. Juni 1865 wurde die erste höhere Bürgerschule auf dem Gebiet der Stadt Fürstenwalde gegründet. Diese wurde im Jahr 1874 zu einem Progymnasium bzw. im Jahr 1877 zu einem Vollgymnasium. Das erste Gymnasium in Fürstenwalde befand sich bis zum Jahr 1928 im Gebäude der heutigen Freien Rahn-Grundschule Fürstenwalde. Von 1928 bis 1945 wurde der Unterricht in einem Gebäude an der Hangelsberger Chaussee fortgesetzt. Anschließend waren diese Räumlichkeiten bis 1992 durch die Sowjetarmee besetzt und verfallen heute.
Nach Kriegsende wurde das Gebäude der Schule am Dom bezogen (heute Standort des Stadtmuseums).
Die heutige Schule wurde am ersten August 1991 als Kreisliches Gymnasium Fürstenwalde gegründet und entstand aus der nach dem SED-Politiker Ottomar Geschke benannten EOS. Sie wurde vom Kreis Fürstenwalde getragen. Die Schule bezog das Gebäude der ehemaligen Kommunalen Berufsschule „Geschwister Scholl“ in der Frankfurter Straße 70, die im Gegenzug an den Standort Palmnicken umzog, und teilt sich dieses bis heute mit der Volkshochschule Fürstenwalde. Im Zuge der Wiedervereinigung war der alte Name Ottomar Geschke nicht mehr tragbar, sodass die Schule am 30. Oktober 1992 in Geschwister-Scholl-Gymnasium Fürstenwalde umbenannt wurde. Der Name wurde vom erhaltenen Schriftzug „Geschwister Scholl“ über dem Haupteingang abgeleitet und von den Schülern, Lehrern und Eltern der Schule zum neuen Schulnamen gewählt.

### Eingliederung des Werner-Seelenbinder-Gymnasiums
Das Städtische Werner-Seelenbinder-Gymnasium entstand 1991 aus der ehemaligen EOS Werner Seelenbinder und war im Gebäude der ehemaligen Knabenschule, in direkter Nachbarschaft des Scholl-Gymnasiums, angesiedelt. Aufgrund rückläufiger Geburten- und Schülerzahlen in Fürstenwalde konnte die Stadt Fürstenwalde im kommunal getragenen Gymnasium ab dem Jahr 2006 keinen effizienten Schulbetrieb mehr gewährleisten. Daher wurde die Schule im August 2007 in das Geschwister-Scholl-Gymnasium eingegliedert. Seitdem besitzt das Scholl-Gymnasium zwei Schulgebäude.

### Schulleitung
- 1914–1918: Georg Rosenthal
- 1991–2006: Günter Krebs
- 2006 – 1. Februar 2022: Sabine Jentzsch[2]
- 1. Februar 2022 bis April 2022: Enno Hoffmann (kommissarisch)
- seit April 2022: René Marschall[1]

### Bekannte Absolventen
- Abitur 1997 (am Städtischen Gymnasium Fürstenwalde „Werner Seelenbinder“): Franziska Süllke verh. Giffey, ehem. Regierende Bürgermeisterin von Berlin (SPD)

### Namen der Schule seit 1945
- Städtisches Gymnasium Fürstenwalde  (1945–1951)
- Erweiterte Oberschule „Ottomar Geschke“ Fürstenwalde  (1951–1991)
- Kreisliches Gymnasium Fürstenwalde (1991–1992)
- Geschwister-Scholl-Gymnasium Fürstenwalde  (seit 1992)

## Fördermaßnahmen
Schülern der Schule, die an Dyskalkulie leiden, bietet die Schule ein spezielles Förderprogramm im Rahmen einer Einzelförderung an.

## Gebäude
Das sogenannte Haus 1 befindet sich in der Frankfurter Straße 70, wo sich auch das Sekretariat der Schulleitung befindet. Das Haus 2 befindet sich im Gebäude des ehemaligen Städtischen Gymnasiums, der Knabenschule, welche ursprünglich als Kasernengebäude geplant, aufgrund knapper Schulplätze aber als Schule genutzt wurde.

## Aktivitäten und Arbeitsgemeinschaften
Das Geschwister-Scholl-Gymnasium bietet eine Vielzahl an Möglichkeiten sich außerschulisch zu betätigen. So existiert seit 2009 die sogenannte Schollgruppe, wo Schüler der Schule über Probleme und Angelegenheiten der Schule diskutieren können. Ebenfalls seit 2009 gibt es die Drachenbootmannschaft Pneumant Little Dragon, welche in Zusammenarbeit mit der BSG Pneumant Fürstenwalde betrieben wird. Die Mannschaft nimmt regelmäßig an verschiedenen Regatten teil.
Des Weiteren bietet sie Schülern die außerschulischen Betätigungsfelder Tischtennis und Basketball an. Engagierte Eltern, Lehrer und Schüler organisieren sich zusätzlich im Förderverein der Schule. Die Schule nimmt in den Bereichen Fußball, Basketball, Volleyball, Leichtathletik, Drachenboot, Badminton, Tischtennis und Schwimmen am Wettbewerb Jugend trainiert für Olympia teil.
Seit Anfang Dezember 2018 ist das Gymnasium Mitglied des Netzwerkes Schule ohne Rassismus – Schule mit Courage.

## Veranstaltungen
Die Schule richtet traditionell in jedem Jahr verschiedene Veranstaltungen aus. Die größte von ihnen ist das sogenannte Weihnachtskonzert, was durch die 11. Jahrgangsstufe organisiert wird. Daneben gibt es auch den Sommerball, der durch die 10. Klassen organisiert wird.

## Persönlichkeiten

### Bekannte Lehrer
- Edmund Lange (1855–1932), Klassischer Philologe und Historiker
- Friedrich Spiro (1863–1940), Klassischer Philologe und Musikwissenschaftler
- Georg Rosenthal (1874–1934), Klassischer Philologe und Pädagoge

### Bekannte Schüler
- Wilhelm Ohnesorge (1855–1943), Historiker, Abitur 1880
- Erich Wallroth (1876–1929), Diplomat, Abitur 1896
- Bruno Kastner (1890–1932), Schauspieler
- Franziska Giffey (* 1978), Politikerin, Schülerin am Werner-Seelenbinder-Gymnasium, Abitur 1997
- Steve Wrzesniowski alias Steve Windolf (* 1982), Schauspieler, Schüler am Werner-Seelenbinder-Gymnasium, Abitur 2001
- Ellice (* 2008), deutsche Popsängerin